# Carl Poul Petersen
Carl Poul Petersen, né le 28 novembre 1895 à Copenhague et mort le 6 avril 1977 à Montréal, est un orfèvre et joaillier, dano-canadien.

## Biographie
Carl Poul Petersen est aussi connu sous le nom de Paul Petersen. Il réalise ses études et son apprentissage auprès du maître européen Georg Jensen. En 1929, il immigre au Canada et s'établit avec son épouse à Montréal, où il travaille chez Henry Birks. Il ouvre son propre studio (1937-1939). En 1939, il retourne chez Birks. En 1944, il aménage son atelier et sa résidence sous le même toit, rue Mackay, Montréal. À la fin des années 1940, il a la responsabilité de graver les noms sur la coupe Stanley. En 1962, la Ligue nationale de hockey lui commande une réplique de la coupe originale offerte par Lord Stanley en 1893. L'entreprise C.P. Petersen & Sons sera en activité jusqu'en 1979 avec la contribution de ses deux fils : Ole et John Paul.

## Expositions
- Carl Poul Petersen, orfèvre, Musée des beaux-arts de Montréal, 2003

## Œuvres
- Bonbonnière, vers 1943
- Service à thé et à café (tulipes), vers 1943
- Chandelier à quatre branches, vers 1945
- Bonbonnière, vers 1950

## Musées et collections publiques
- Musée de la civilisation
- Musée des beaux-arts de Montréal
- Musée des beaux-arts du Canada
- Musée McCord
- Musée national des beaux-arts du Québec[5]